# Berenguier de Palazol
Berenguier de Palazol o Palol, o Palou (fl. XII-XIII secolo) è stato un trovatore spagnolo catalano, attivo tra il 1160 e il 1209, originario di Paillol, nella Contea del Rossiglione. Della sua produzione complessiva sopravvivono dodici cansos, di cui otto (proporzione relativamente alta) con melodie.

## Biografia
Dai documenti rimasti, si possono estrapolare soltanto alcuni dettagli sommari della vita di Berenguier. Secondo la sua vida egli era un povero cavaliere, ma molto esperto e abile nelle armi. Altre evidenze suggeriscono che la sua famiglia fosse benestante. Berenguier appare in cinque documenti di Rossiglione tra il 1196 e il 1209, tutti sotto il nome latino Berengarius de Palatiolo (o Palaciolo). I primissimi riferimenti cronologici della sua "professione" sono determinati dal fatto che egli era un vassallo di Gausfredo III di Rossiglione, il quale morì nel 1164 e lo si trova menzionato in molte composizioni di Berenguier. È abbastanza probabile che Berenguier fosse stato uno dei primi trovatori, e le poesie che menzionano Jaufres (Gausfredo) possono essere fatte risalire al 1150. Berenguier non sembra avere avuto molti contatti con i suoi colleghi trovatori. Potrebbe avere incontrato Pons d'Ortaffa avanti negli anni, il quale potrebbe essersi rivolto a lui in una delle sue canzoni nominandolo come Senher En Berenguier.

## Opera letteraria
Tutta l'opera rimasta di Berenguier tratta il tema dell'amor cortese. Una delle sue cansos venne presa come modello per un sirventes dal suo contemporaneo Rambaldo di Vaqueiras. L'oggetto d'amore delle sue canzoni è Ermessen d'Avinyo, moglie di Arnaut d'Avinyo. In base alla vida di Berenguier, Arnaut era uno dei figli di Maria de Peiralada, ma probabilmente la si confonde con Maria domina de Petralata, la madre di Soremonda, l'amante di Guillem de Cabestany.
La musica ben conservata di Berenguier è in genere sillabica con fraseggi finali melismatici, conservatrice, di solito rimanendo all'interno di un'ottava, con un motivo strutturato, che ha qualcosa in comune con quella di Bernart de Ventadorn.

### Opere
Le opere di Berenguier non possono essere cronologicamente catalogate con sicurezza, ma sono state ordinate in uno schema che cerca di presentare in qualche modo lo sviluppo "logico" di un tema. Il leitmotiv che percorre queste composizioni non può essere collegato agli eventi della vita di Berenguier, né si può dimostrare che la (dompna) di ogni canzone sia la stessa. Ciò nonostante, lo sviluppo del tema corrisponde agli stadi della vita di un amante.
- Aital dona cum ieu sai

In questo componimento Berenguier elogia la perfezione della sua signora: fiera e con molti corteggiatori, tuttavia, a lui dà ascolto.
- Dona, si totz temps vivia

Berenguier si impegna a non cercare nessun altro amore, sebbene la signora gli sembra irraggiungibile.
- Dona, la genser qu'om veya

Berenguier si impegna ad essere paziente.
- Aissi quon hom que senhor ochaizona

Berenguier è alla mercé della signora, la quale non è ancora fedele a lui come lui lo è per lei.
- S'eu anc per fola entendensa

Berenguier desidera che la sua signora gli risparmi questo tormento.
- S'ieu sabi' aver guiardo

Berenguier ha fallito [nell'impresa amorosa], ma esprime comunque la speranza che questa canzone possa ancora destare l'attenzione di lei.
- Tant m'abelis joys et amors e chans

Finalmente Berenguier è ricompensato per la sua perseveranza con le premure della signora. In sua assenza lei gli dà forza e lo riscalda e lo incoraggia a cantare.
- Mais ai de talan que no suelh

Berenguier è felice. Desidera soltanto vedere la sua signora ogni momento.
- Bona dona, cuy ricx pretz fai valer

La signora prende le distanze da Berenguier. Lui deve lasciarla, ma teme di non poterlo sopportare, né potrebbe trovare altra donna migliore.
- De la gensor qu'om vey', al meiu semblan

Dilemma: rimanere fedele o andarsene.
- Totz temoros e doptans

Berenguier biasima sé stesso per la sua perdita, rinnovando ancora la promessa alla sua signora.
- Ab la fresca clardat

L'estate ispira questa canzone e Berenguier insiste di nuovo nel cercare il favore della sua signora.